# Stade du Pacaembu
Le stade du Pacaembu est un stade de football situé à São Paulo au Brésil.

## Histoire
Anciennement utilisé par le club de football du SC Corinthians de 1940 à 2014, il possède depuis 2008 en son intérieur un musée du futebol Brasileiro, sur le championnat du Brésil et la sélection du Brésil.
Le stade accueille deux matchs de la Coupe du monde 1950, ainsi que deux finales de Copa Libertadores, en 2011 entre Santos et Penarol, puis en 2012, entre le SC Corinthians et Boca Juniors.

## Galerie

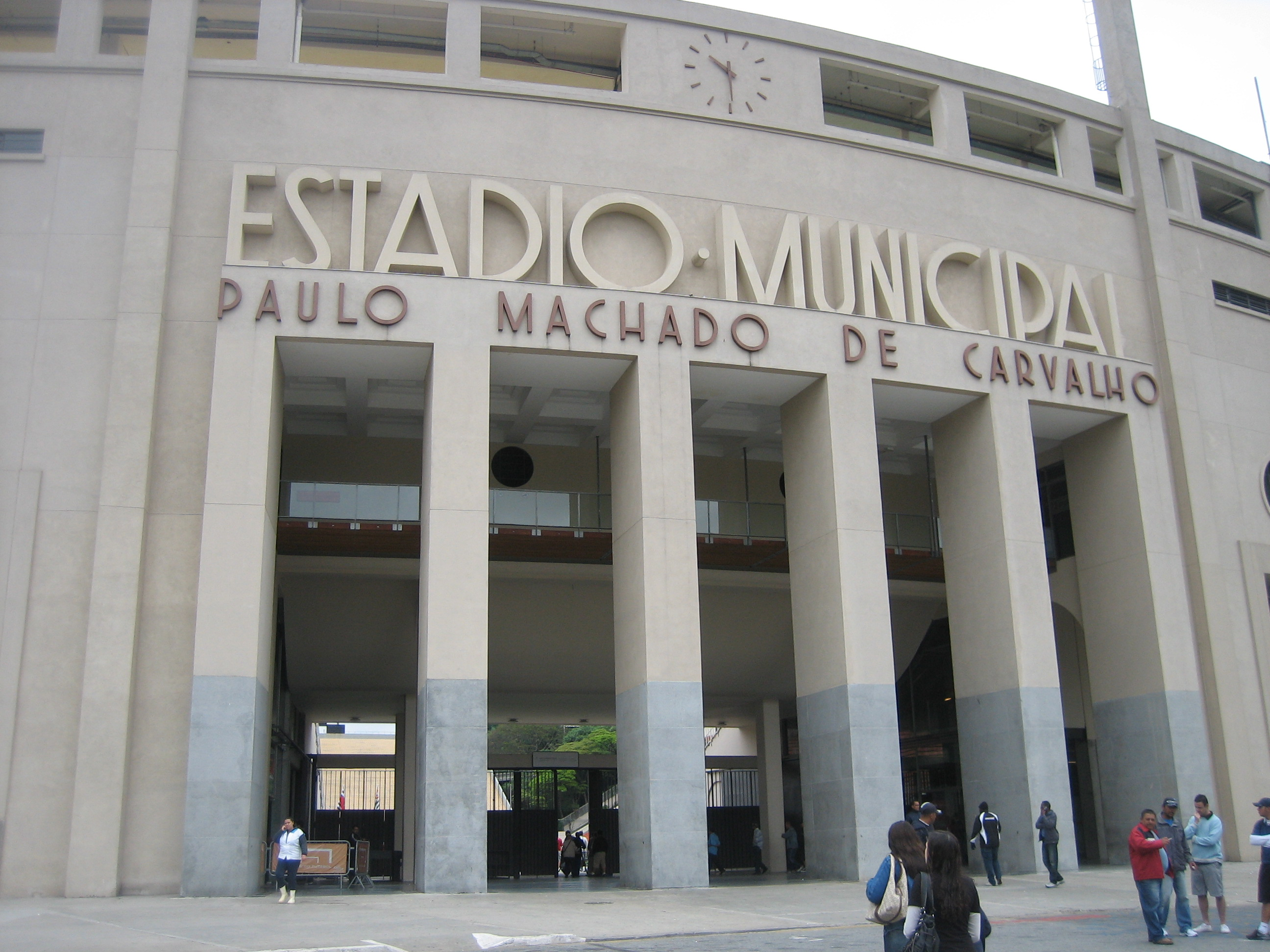
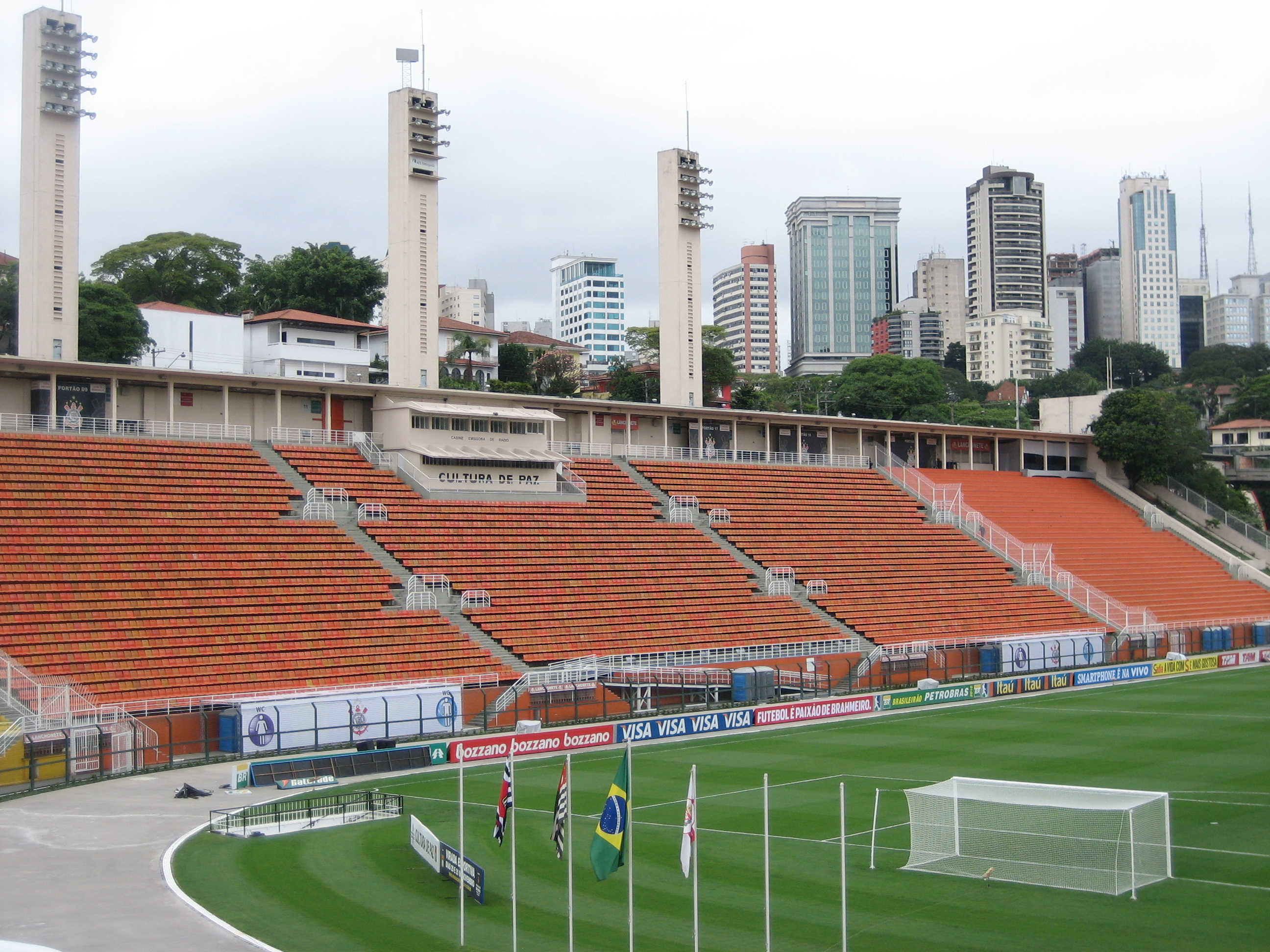
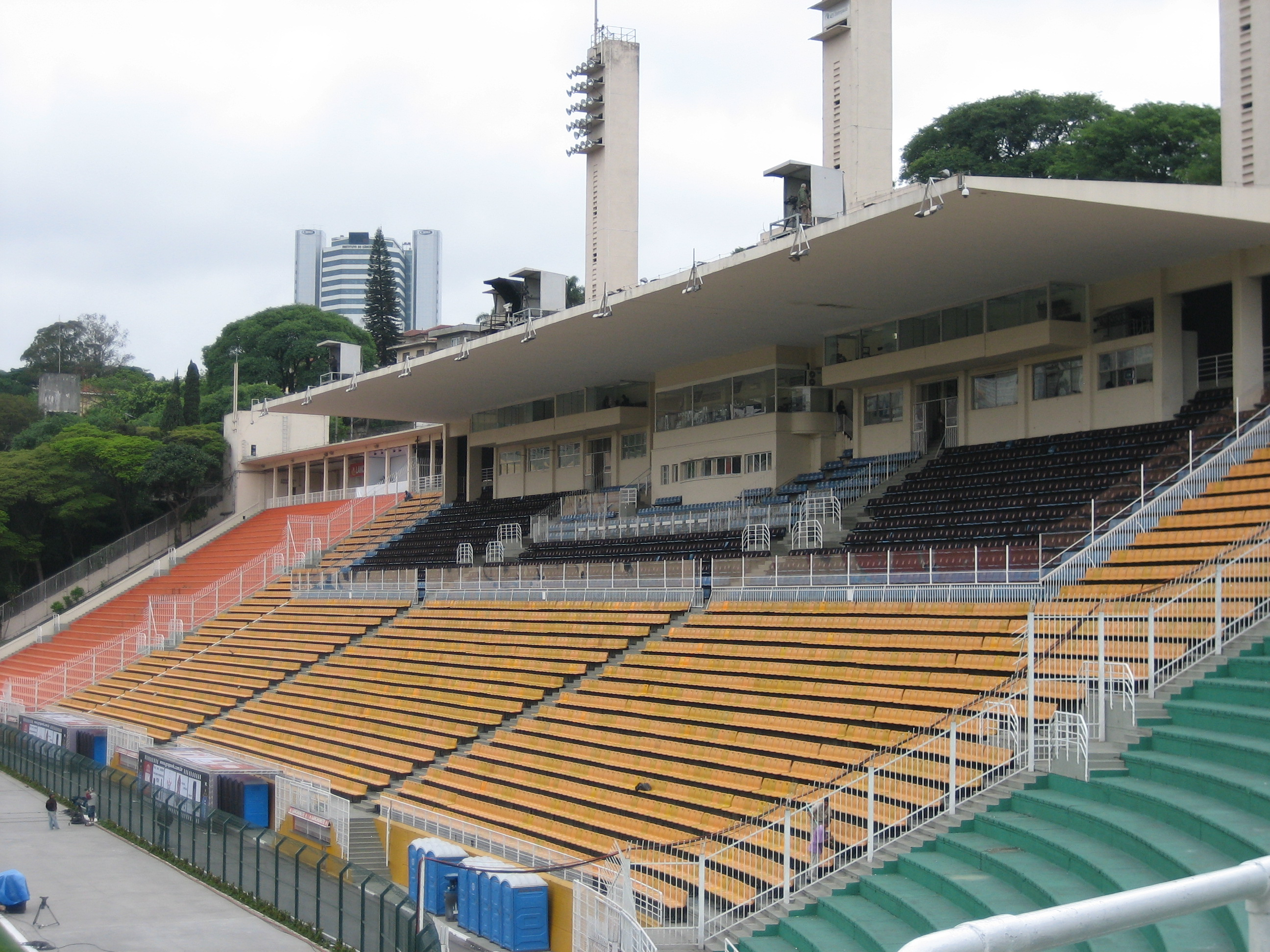
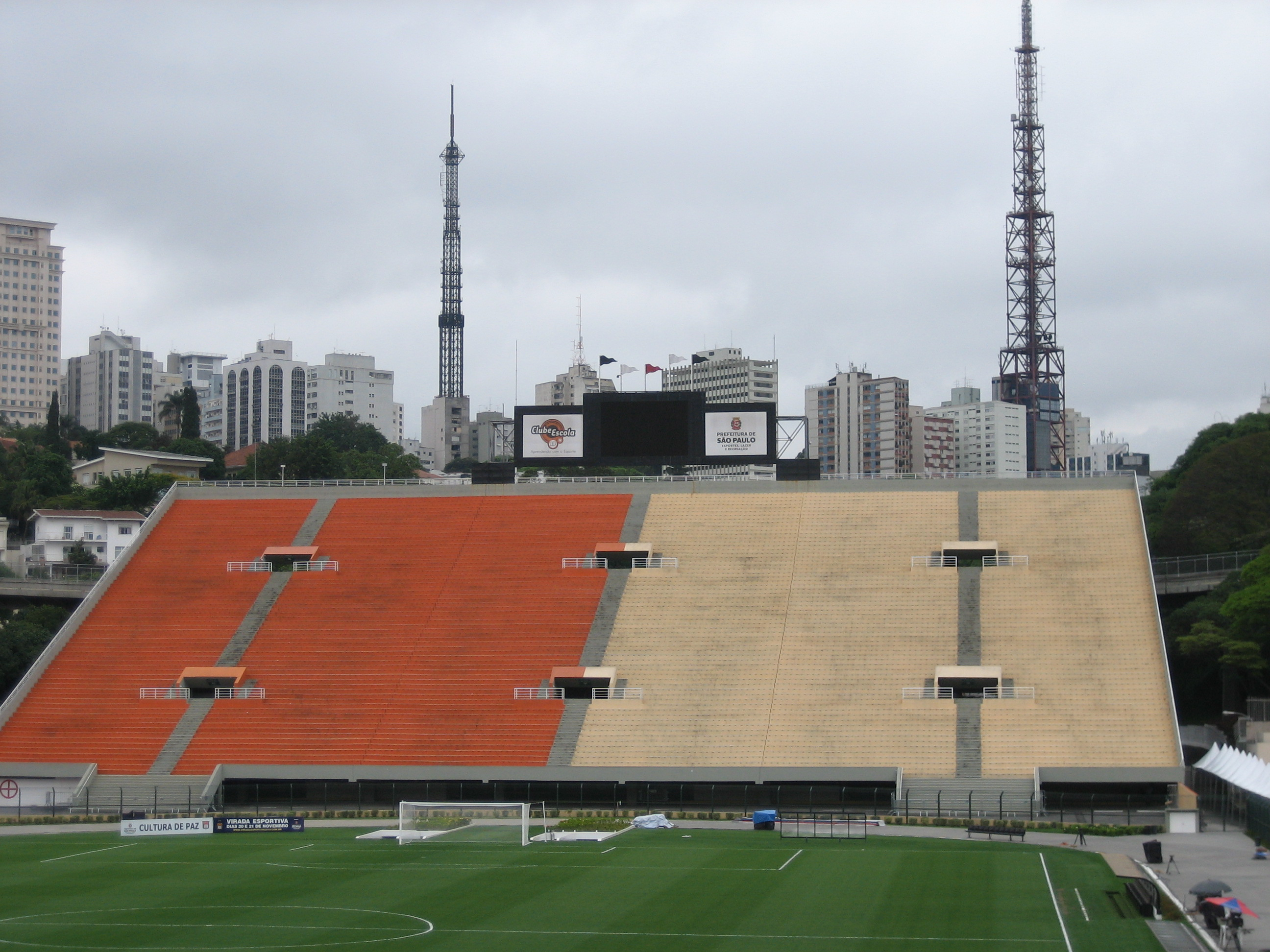
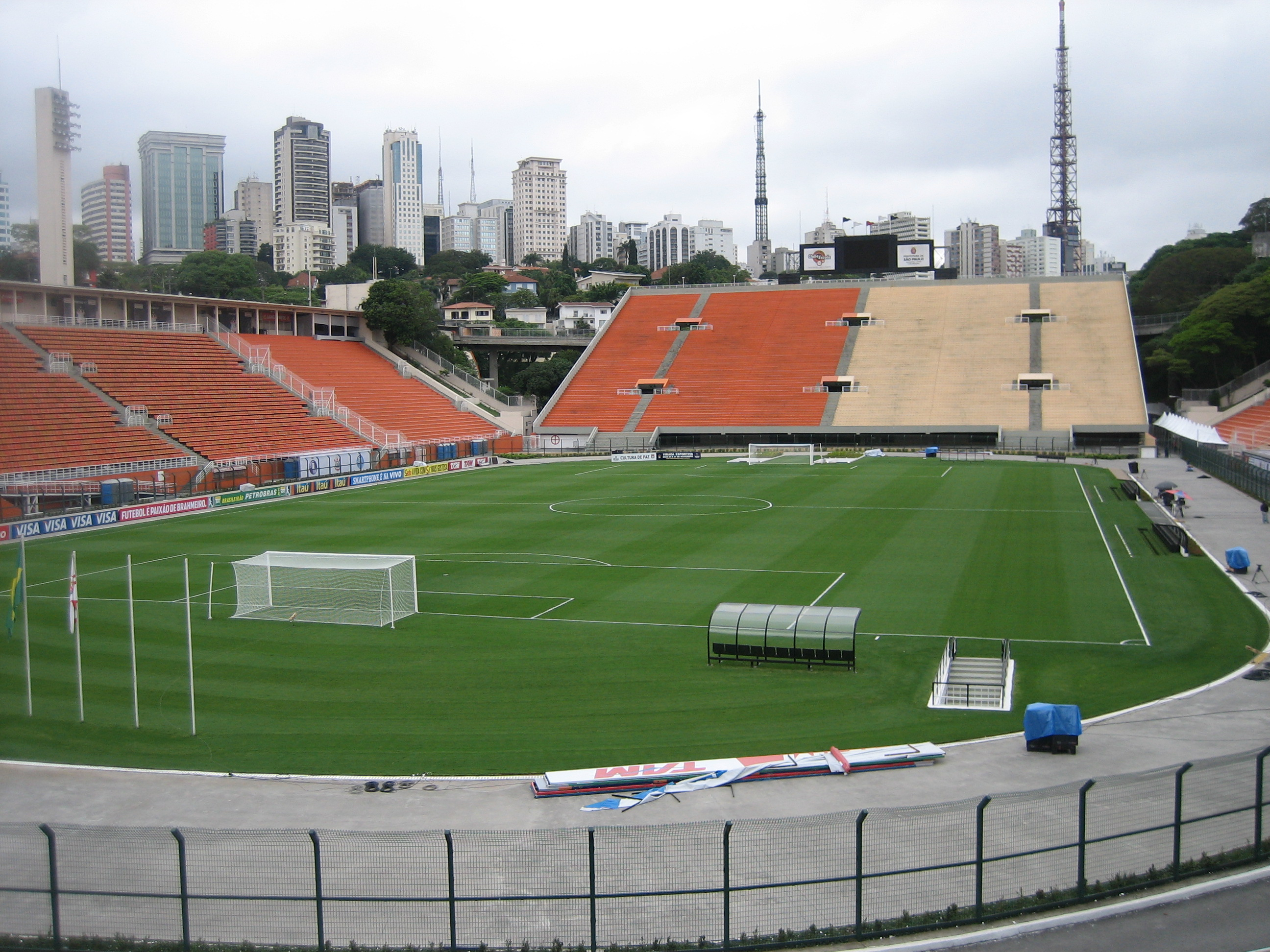